# Burg Wolfsberg (Steinekirch)
Die Burg Wolfsberg ist die Ruine einer Höhenburg über dem Zusmarshausener Ortsteil Steinekirch im Landkreis Augsburg in Schwaben auf einer bewaldeten Anhöhe. Von der hochmittelalterlichen Burganlage haben sich noch die Erdwerke und Reste des großen Bergfriedes erhalten.

## Geschichte

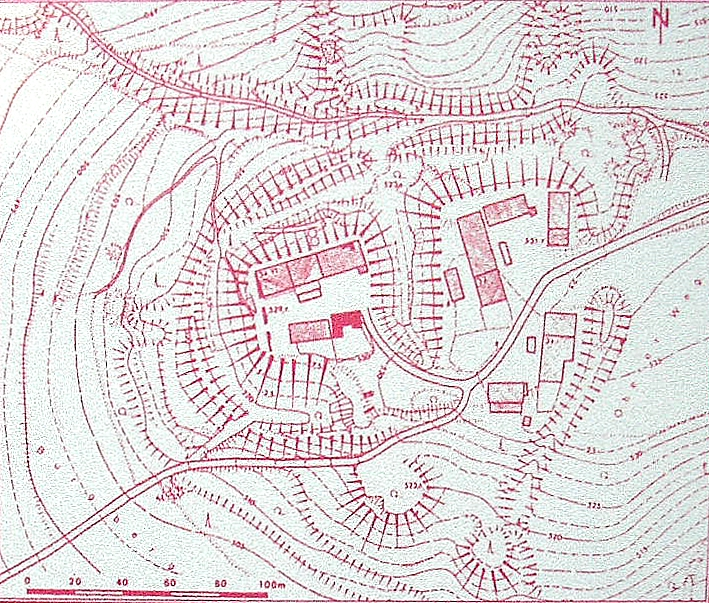
Topographischer Geländeplan auf einer Infotafel am Bergfried

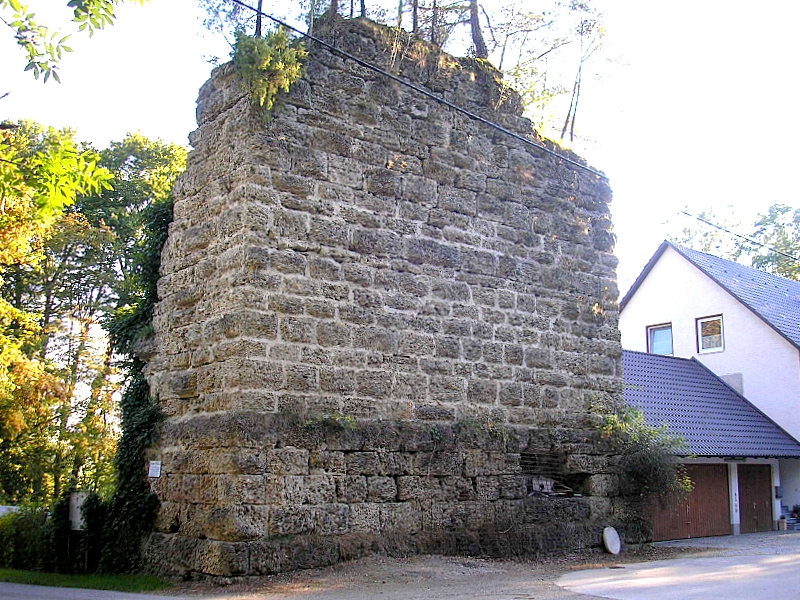
Die Nordseite des Bergfriedes

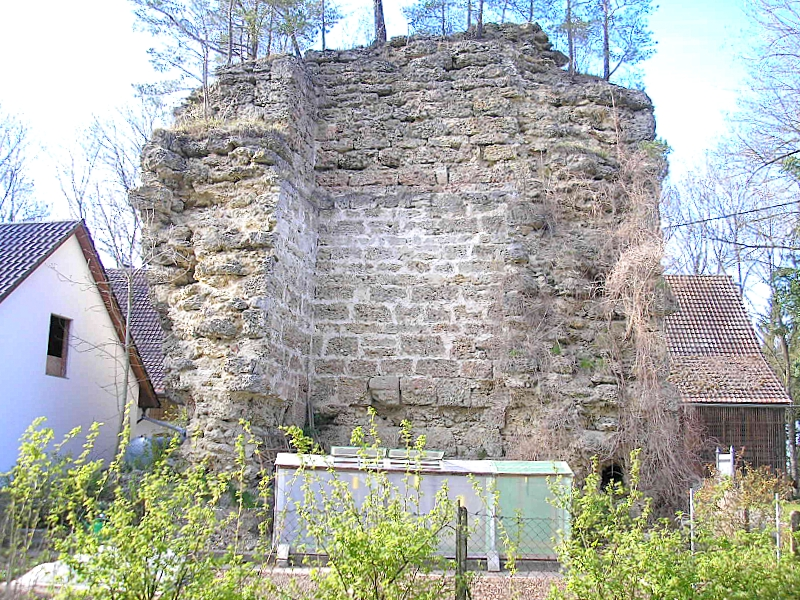
Die Innenseite von Süden

Die Burg entstand wohl noch im 10. Jahrhundert als Sitz der Herren Fraß, die sich angeblich in der Schlacht auf dem Lechfeld (955) besonders ausgezeichnet hatten. Dieses Dienstmannengeschlecht der Bischöfe von Augsburg nannte sich später nach der Burg „von Wolfsperch“ (1233) und führte einen Wolf im Wappen.
1292 bezeugte ein Heinrich Fraß von Wolfsberg (Hainrich Frayß von Wolfsperg, ministerialis ecclesie Augustensis) den Friedensvertrag zwischen Bischof Wolfhart und Herzog Ludwig von Bayern. 1333 wird Ulrich Fraß als Bürge beim Verkauf der Burg Zusameck an das Hochstift Augsburg genannt.
Um 1350 verschwindet das Geschlecht der Fraß aus den Schriftquellen. Als Nachfolger erscheinen die Schwelcher auf der Veste. 1374 werden Wieland (Wielant der Swaelher) und 1382 Ulrich Schwelcher mit dem Beinamen „von Wolfsberg“ genannt. Die Familie stammte ursprünglich aus der Ministerialität der Herzöge von Teck.
Die neuen Burgherren sollen sich einiger Übergriffe auf Handelszüge schuldig gemacht haben. Die Burg lag unweit der Straße zwischen Augsburg und Ulm. Der Wolfsberg wurde daraufhin mehrmals vergeblich durch Truppen der Reichsstadt Augsburg belagert. Auch während des „Städtekrieges“ im Dezember 1388, als die Herzöge von Bayern das Augsburger Umland verwüsteten, mussten die Augsburger Truppen wegen der schlechten Witterung abziehen.
1390 verkaufte Wieland der Schwelcher den Wolfsberg an die Herzöge. Die Burg wurde anschließend an Friedrich von Freyberg (1394 und 1396 urkundlich erwähnt) verpfändet. 1434 war die Pfandherrschaft im Besitz der Brüder Ulrich und Hans Nördlinger zu Augsburg.
Als Folge der kriegerischen Auseinandersetzungen während des „Reichskrieges“ zwischen Herzog Ludwig dem Reichen von Bayern-Landshut und Kaiser Friedrich III. zerstörten Augsburger Söldner unter Wilhelm von Rechberg die herzogliche Burg Wolfsberg am 26. Januar 1462. Die Burg wurde anschließend aufgegeben.
1508 verkauften die Herzöge von Bayern die Herrschaft Steinekirch für 6000 Gulden an Philipp von Stain zu Jettingen. 1589 gab die Vormundschaft Marquards von Stain den Besitz an das Augsburger Domkapitel weiter. Das Domkapitel hielt die Herrschaft bis zur Säkularisation im Jahr 1803.
Um 1852 beutete man die Burgruine als Steinbruch für den Bau der Bahnstrecke Augsburg-Ulm aus. Bis dahin sollen noch größere Mauerreste der Burganlage aufrecht gestanden haben. Die Ruine des Bergfriedes blieb damals weitgehend unangetastet, da sie seit 1836 dem historischen Verein von Schwaben gehörte.
Die landwirtschaftlichen Anwesen auf den Haupt- und Vorburgplateaus gehen auf das 19. und 20. Jahrhundert zurück. Nach dem Zweiten Weltkrieg entstand neben dem Bergfried noch ein modernes Wohngebäude. Das Burgareal ist frei zugänglich, die Innenseite des Turmes liegt jedoch auf Privatgelände.

## Beschreibung
Die große Burganlage liegt in etwa 525 Meter Höhe auf dem östlichen Höhenrand des Zusamtales über Steinekirch. Haupt- und Vorburg werden durch einen 7 bis 8 Meter tiefen Halsgraben getrennt. Östlich des Kernwerkes lag die geräumige Vorburg, deren etwa vier Meter tiefer Halsgraben im Zugangsbereich weitgehend zugeschüttet wurde. Der Graben setzt sich nach Süden hin fort und endet an einem halbrunden Hangplateau. Westlich liegt ein weiterer Geländeabsatz vor der Hauptburg. Gut im Gelände zu verfolgen ist noch der nördliche Außengraben, dessen mächtiger Randwall die frühmittelalterliche Entstehung der Burg dokumentiert.
Diese Randwälle finden sich auch um das unregelmäßig rechteckige Hauptburgplateau (etwa 25 × 50 Meter). Die Grabentiefen betragen hier bis zu fünf Meter. Das Gelände fällt im Süden und Westen steil ins Tal ab.
Die Randwälle wurden 1973 im Zuge einer Rettungsgrabung untersucht (Otto Schneider). Offenbar war ursprünglich rund 10 Meter unter dem Burgplateau eine Berme angelegt worden, die nur durch Palisaden befestigt war. Die Pfostenlöcher dieser Befestigung konnten dokumentiert werden. Später schüttete man auf dieser Berme die Randwälle auf. Hier konnten sechs aufeinanderfolgende Baufolgen festgestellt werden. Zahlreiche Sandsteinbrocken im Erdreich deuten auf einen steinernen Mauerring hin.
Von der Ringmauer der Hauptburg sind noch einige Ziegelmauerzüge feststellbar, deren Steinmaße (etwa 35 × 16 × 7 cm) auf eine Entstehung im 14. Jahrhundert deuten.
Der Bergfried
Der mächtige Rest des Bergfriedes geht wohl noch auf das 12. Jahrhundert zurück. Der große Turm ist heute das einzige steinerne Zeugnis früher Ritterkultur im gesamten Landkreis Augsburg. Bemerkenswert ist vor allem die enorme Mauerstärke des Erdgeschosses, die etwa vier Meter beträgt. Das Mauerwerk besteht aus großen Nagelfluhquadern (Länge ca. 0,60–1,10 Meter, Höhe etwa 0,50 Meter), die teilweise als Buckelquader mit Randschlag gestaltet wurden.
Der mächtige Turm wurde in der typischen Schalenbauweise aufgeführt. Den Raum zwischen der Innen- und der Außenschale füllte man mit Mörtel auf, der mit Bruchsteinen und Kieseln durchsetzt ist (Gussmauerwerk).
Die Nordseite ist etwa 12,30 Meter lang, die Westseite bis zu 7 Meter, die Ostseite noch auf rund 3,80 Meter Länge erhalten. Die unteren Steinlagen sind als Sockel ausgebildet. Im Inneren ist im oberen Drittel eine Mauerstufe erkennbar. Hier im Innenraum sind die Quader glatt abgearbeitet, Balkenlöcher zeigen die Geschossteilung an. Der ehemalige Bergfried ist noch etwa 11 Meter hoch.
Trotz seines teilweisen Abbruchs im 19. Jahrhundert hat sich hier einer der bedeutendsten hochmittelalterlichen Bergfriede Südbayerns erhalten, der allerdings von der akademischen Burgenkunde bislang nur wenig beachtet wurde.